# 小行星4231
小行星4231（4231 Fireman）是一颗绕太阳运转的小行星，为主小行星带小行星。该小行星于1976年11月发现。

## 轨道参数
小行星4231的轨道半长轴为2.2599407 UA，离心率为0.066。